# Cleveland Browns 1994
La stagione 1994 dei Cleveland Browns è stata la 45ª della franchigia nella National Football League. Fu l'unica stagione in cui la squadra si qualificò per i playoff sotto la direzione di Bill Belichick. La squadra terminò con la miglior difesa della NFL in termini di punti subiti (12,8 a partita). Nei playoff, Belichick vinse contro la sua futura squadra, i New England Patriots, 20–13. Sarebbe rimasta l'ultima vittoria della franchigia nella post-season fino al 2020. I Browns furono eliminati dagli Steelers 29–9 nel divisional round.

## Roster
| Roster dei Cleveland Browns nel 1994 |
| --- |
| Quarterback - 8 Brad Goebel - 11 Mark Rypien - 12 Vinny Testaverde Running Back - 23 Randy Baldwin - 20 Earnest Byner - 33 Leroy Hoard - 21 Eric Metcalf PR Wide Receiver - 85 Derrick Alexander - 83 Mark Carrier - 81 Michael Jackson - 87 Keenan McCardell - 84 Rico Smith Tight End - 48 Frank Hartley - 88 Brian Kinchen - 80 Thomas McLemore Offensive Linemen - 70 Herman Arvie T - 64 Mike Bedosky G - 77 Orlando Brown T - 72 Bob Dahl G - 69 Doug Dawson G - 60 Jed DeVries T - 61 Steve Everitt C - 66 Tony Jones T - 62 Gene Williams T - 63 Wally Williams G Defensive Linemen - 90 Rob Burnett - 94 Bill Johnson DT - 96 James Jones DT - 95 Rick Lyle DE - 92 Michael Dean Perry DT - 98 Anthony Pleasant DE - 75 Pio Sagapolutele DE Linebacker - 58 Carl Banks OLB - 56 Mike Caldwell - 51 Gerald Dixon - 93 Travis Hill - 52 Pepper Johnson MLB - 50 Frank Stams OLB - 54 Eddie Sutter MLB Defensive Back - 36 Issac Booth - 28 Don Griffin CB - 31 Stacey Hairston - 38 Antonio Langham CB - 27 Stevon Moore SS - 42 Louis Riddick - 37 Bennie Thompson SS - 29 Eric Turner FS Special Team - 7 Tom Tupa P - 3 Matt Stover K Lista delle riserve - 99 Rich McKenzie LB - 89 Walter Reeves TE (IR) - 44 Tommy Vardell FB (IR) Squadra di allenamento - -- P.J. Killian LB - 22 Ricky Powers RB |
| Legenda - I rookie sono in corsivo. - Il primo ruolo è il principale mentre gli eventuali successivi indicano i ruoli secondari. - (IR) sta per Injured Reserve ed indica la lista ristretta per un solo giocatore infortunato che può tornare ad allenarsi dopo la settimana 6 e a rientrare in prima squadra dopo che questa ha giocato 8 partite. - (NF-Inj.) / (NF-Ill.) stanno rispettivamente per Non-Football Injured e Non-Football Illness ed indicano le liste dove viene inserito un giocatore che ha un infortunio o una malattia non dipendente dal football americano. - (PUP) sta per Physically Unable to Perform ed indica la lista dove viene inserito un giocatore mentre è in attesa di recuperare la condizione fisica. Nella stagione regolare dopo la sesta partita giocata dalla propria squadra, il giocatore ha tempo tre settimane per riprendere ad allenarsi, più tre settimane aggiuntive dal suo rientro agli allenamenti per rientrare in prima squadra. |

## Calendario
| Stagione regolare |                    |                        |                    |                    |                             |                    |                    |
| Turno             | Data               | Avversario             | Risultato          | Record             | Stadio                      | Pubblico           |                    |
| 1                 | 4 settembre        | at Cincinnati Bengals  | V 28–20            | 1–0                | Riverfront Stadium          | 52,778             |                    |
| 2                 | 11 settembre       | Pittsburgh Steelers    | S 10–17            | 1–1                | Cleveland Municipal Stadium | 77,774             |                    |
| 3                 | 18 settembre       | Arizona Cardinals      | V 32–0             | 2–1                | Cleveland Municipal Stadium | 62,818             |                    |
| 4                 | 25 settembre       | at Indianapolis Colts  | V 21–14            | 3–1                | RCA Dome                    | 55,821             |                    |
| 5                 | 2 ottobre          | New York Jets          | V 27–7             | 4–1                | Cleveland Municipal Stadium | 76,188             |                    |
| 6                 | Settimana di pausa | Settimana di pausa     | Settimana di pausa | Settimana di pausa | Settimana di pausa          | Settimana di pausa | Settimana di pausa |
| 7                 | 13 ottobre         | at Houston Oilers      | V 11–8             | 5–1                | Houston Astrodome           | 50,364             |                    |
| 8                 | 23 ottobre         | Cincinnati Bengals     | V 37–13            | 6–1                | Cleveland Municipal Stadium | 77,588             |                    |
| 9                 | 30 ottobre         | at Denver Broncos      | S 14–26            | 6–2                | Mile High Stadium           | 73,190             |                    |
| 10                | 6 novembre         | New England Patriots   | V 13–6             | 7–2                | Cleveland Municipal Stadium | 73,878             |                    |
| 11                | 13 novembre        | at Philadelphia Eagles | V 26–7             | 8–2                | Veterans Stadium            | 65,233             |                    |
| 12                | 20 novembre        | at Kansas City Chiefs  | S 13–20            | 8–3                | Arrowhead Stadium           | 69,121             |                    |
| 13                | 27 novembre        | Houston Oilers         | V 34–10            | 9–3                | Cleveland Municipal Stadium | 65,088             |                    |
| 14                | 4 dicembre         | New York Giants        | S 13–16            | 9–4                | Cleveland Municipal Stadium | 72,068             |                    |
| 15                | 10 dicembre        | at Dallas Cowboys      | V 19–14            | 10–4               | Texas Stadium               | 64,826             |                    |
| 16                | 18 dicembre        | at Pittsburgh Steelers | S 7–17             | 10–5               | Three Rivers Stadium        | 60,808             |                    |
| 17                | 24 dicembre        | Seattle Seahawks       | V 35–9             | 11–5               | Cleveland Municipal Stadium | 54,180             |                    |

Note: gli avversari della propria division sono in grassetto.

### Playoff
| Playoff    |                |                            |           |        |                             |          |         |
| Turno      | Data           | Avversario (seed)          | Risultato | Record | Stadio                      | Pubblico | Sintesi |
| Wild Card  | 1 gennaio 1995 | New England Patriots (5)   | V 20–13   | 1–0    | Cleveland Municipal Stadium | 77,452   | Recap   |
| Divisional | 7 gennaio 1995 | at Pittsburgh Steelers (1) | S 9–29    | 1–1    | Three Rivers Stadium        | 58,185   | Recap   |

## Classifiche
| AFC Central             |    |    |   |      |     |     |     |
|                         | V  | S  | P | %    | PF  | PS  | STR |
| (1) Pittsburgh Steelers | 12 | 4  | 0 | .750 | 316 | 234 | S1  |
| (4) Cleveland Browns    | 11 | 5  | 0 | .688 | 340 | 204 | V1  |
| Cincinnati Bengals      | 3  | 13 | 0 | .188 | 276 | 406 | V1  |
| Houston Oilers          | 2  | 14 | 0 | .125 | 226 | 352 | V1  |